# Ophrys sect. Pseudophrys
Ophrys sect. Pseudophrys is een sectie (onderverdeling van een geslacht) met ongeveer zeventig terrestrische soorten orchideeën, die deel uitmaakt van het geslacht Ophrys.

## Kenmerken
Pseudophrys verschillen van de andere Ophrys-soorten door de laterale kelkbladen die steeds groengekleurd en asymmetrisch gevormd zijn, en het bovenste kelkblad dat als een helmpje over het gynostemium gebogen is. De bloemlip is drielobbig, met kleine laterale lobben en een veel langere middenlob, zonder aanhangseltje. De middenlob draagt centraal een opvallende longitudinale groef. Het speculum bestaat uit twee halvemaanvormige delen en is meestal weinig opvallend.

## Verspreiding en voorkomen
Pseudophrys komen voor in heel Europa, maar het zwaartepunt ligt in het Middellandse Zeegebied.

## Taxonomie
De sectie Pseudophrys omvat ongeveer 70 soorten spiegelorchissen. Naargelang van de auteur wordt de sectie nog verder onderverdeeld in verschillende groepen.

### Soortenlijst
- Ophrys arnoldii Delforge (1999)
- Ophrys bilunulata Risso (1844)
- Ophrys corsica Soleirol (1853)
- Ophrys eleonorae Devillers-Terschuren & Devillers (1991)
- Ophrys forestieri (Rchb.f.) Lojacono (1908-1909)
- Ophrys funerea Viviani (1824)
- Ophrys fusca s.s. Link (1799)
- Ophrys lupercalis Devillers-Terschuren & Devillers (1994)
- Ophrys lutea Cavanilles (1753)
- Ophrys marmorata G. & W.Foelsche (1998)
- Ophrys peraiolae G. & W.Foelsche & O. & M.Gerbaud (2000)
- Ophrys sulcata Devillers-Terschuren & Devillers (1994)
- Ophrys vasconica (O. & E.Danesh) Delforge (1991)
- Ophrys zonata Devillers-Terschuren & Devillers (1994)